# Trbovlje (stacja kolejowa)
Trbovlje – stacja kolejowa w miejscowości Trbovlje, w regionie Górna Kraina, w Słowenii.
Stacja jest zarządzana przez SŽ-Infrastruktura.

## Linie kolejowe
- Dobova – Lublana